# Gödecke (Unternehmen)
Gödecke (auch Goedecke) ist ein ehemaliges Arzneimittelunternehmen in Deutschland. Heute ist Gödecke eine Vertriebslinie des Pfizer-Konzerns.

## Geschichte

### Die Anfänge
Am 3. März 1866 gründete Gustav R. Gödecke, der Besitzer eines Indigo- und Farbwarengeschäftes in Leipzig, gemeinsam mit seinem Neffen Rudolf A. Gödecke die Firma Goedecke & Co. als kaufmännisches Geschäft mit ätherischen Ölen und Essenzen. Mit dem Blick auf evtl. zukünftige Auslandsgeschäfte wurde bewusst die Schreibweise mit oe gewählt. Der Standort der ersten Fabrik war Mahlmannstraße 7 in Leipzig.
Dass das junge Unternehmen bereits früh internationalen Erfolg hatte, zeigt die Tatsache, dass ihre Erzeugnisse bereits 1876 auf einer Ausstellung anlässlich der hundertjährigen amerikanischen Unabhängigkeitsfeiern in Philadelphia prämiert wurden. Im Jahr 1880 wurde in der Leipziger Mahlmannstraße zusätzlich ein Comptoir- und Lagergebäude errichtet.
In den Jahren 1892/93 nahm das Unternehmen an der Weltausstellung in Chicago teil, wo sie als Auszeichnung für die Qualität ihrer Produkte die Columbus-Medaille erhielt.

### Einstieg ins Pharmageschäft

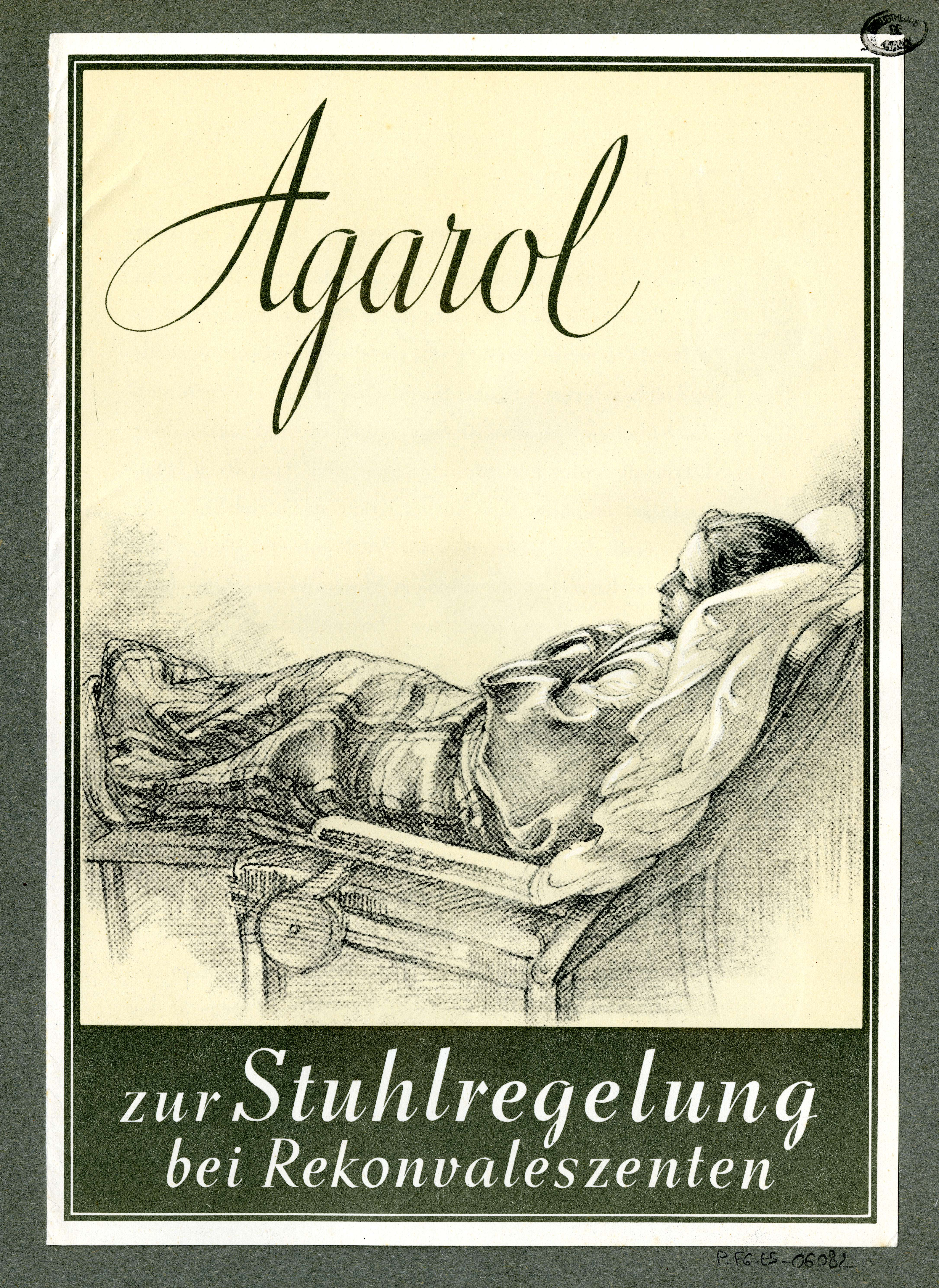
Werbung für Agarol

Wenige Jahre später erfolgte 1898 der Einstieg ins Pharmageschäft, als mit dem hannoverschen Apotheker Wilhelm Ernst ein Vertrag über den alleinigen Vertrieb des zwei Jahre zuvor registrierten Hämorrhoidal-Mittels Anusol im Ausland abgeschlossen wurde.
Nachdem die Gründer des Unternehmens verstorben waren, übernahmen in den Jahren 1900 und 1901 die Brüder Rudolf Gödecke und Alexander Gödecke gemeinsam mit dem Apotheker Petow die Geschäftsleitung des Unternehmens. Durch Petow kamen wichtige Kontakte zum Chemischen Institut Dr. Horowitz in Berlin zustande, mit welchem ab 1905 gemeinsam neue pharmazeutische Produkte entwickelt wurden. Große Bedeutung bis in die heutige Zeit hatte die in dieser Zeit entwickelte Schmerztablette Gelonida antineuralgica, welche durch ein patentiertes Verfahren besonders schnell zerfiel und so eine schnelle Wirksamkeit erzielte.
In den Folgejahren übernahm Gödecke 1909 den internationalen Vertrieb der Horowitz-Präparate Arhovin, Dysphagin und Probilin und war ab 1912 auch für den Inlandsvertrieb zuständig. Da in den Folgejahren Petow starb (1916) und Rudolf Gödecke schwer erkrankte, trug Alexander Gödecke anschließend die Verantwortung für das Unternehmen allein.
Während des Ersten Weltkrieges wurde die für die Herstellung der ätherischen Öle benötigte Betriebseinrichtung beschlagnahmt und konnte nicht wiederbeschafft werden. So wurde die Ausrichtung des Unternehmens für die Zukunft ganz auf den Pharmabereich gelenkt. Um 1953 gehörten Agarol (Emulsion aus Mineralöl, Agar-Agar und Phenolphthalein), Anusol, Convallin, Gelonida antineuralgica, Pyrenol, Targesin, Targophagin und Vasoklin zur Produktpalette des Unternehmens.

### Fusion mit Institut Horowitz
Da die Verflechtungen mit dem Institut Horowitz (inzwischen Dr. Horowitz & Schäfer) in der Zwischenzeit immer enger geworden waren, wurde 1922 die rechtlich selbständige Firma Gödecke & Co., Chemische Fabrik Aktiengesellschaft, Berlin gegründet, deren Vorstände Alexander Gödecke und Arthur Horowitz, später dessen Nachfolger Eugen Schäffer wurden.
In Leipzig fusionierte das Stammhaus 1923 mit der Firma Apotheker Carl Weinreben GmbH, Frankfurt zur Gödecke & Co., Chemische Fabrik und Export AG, Leipzig, in deren Vorstand Alexander Gödecke und Carl Weinreben saßen. Der Geschäftssitz war in der Brandvorwerkstraße 70 in Leipzig.

### Verkauf an Warner Company
Da die Firma im Laufe der Weltwirtschaftskrise in Schwierigkeiten kam, und Alexander Gödecke gesundheitlich angeschlagen war, wurde der Berliner Zweig der Firma 1928 an die amerikanische Gesellschaft William W. Warner Company verkauft, deren Vorsitzender Gustavus A. Pfeiffer war, und die ihr Geschäft international ausweiten wollte.
1929 folgte auch das Leipziger Stammhaus. Der Neffe Pfeiffers, Leonhard M. Kluftinger, der die Verhandlungen vermittelte, wurde Alleinvorstand des Unternehmens.

### Erweiterung des Unternehmens in Deutschland
Im Jahr 1930 wurde von der Warner Company die Parfümerie und Seifenfabrik Gustav Lohse AG in Berlin-Teltow übernommen. Die beiden Gödecke-Unternehmen wurden zu der Gödecke & Co. Chemische Fabrik AG mit Hauptsitz in Berlin-Charlottenburg zusammengeführt. Auf Anweisung der amerikanischen Firmenleitung wurden in der Folge auch weitere zum Konzern gehörende Firmen von der Gödecke AG mitbetreut. Dazu gehörten sowohl die Zweigwerke der Lohse AG in Wien, Warschau und Danzig wie auch die Substantia-Firmen in Prag, Budapest, Bukarest, Amsterdam, Warschau, Wien und Kopenhagen. Damit wurde Gödecke zur größten Filiale des Warner-Konzerns in Europa.

### Zweiter Weltkrieg
Während des Zweiten Weltkriegs wurde das Verwaltungsgebäude in Berlin-Charlottenburg fast völlig zerstört, Anfang 1944 wurden wichtige Forschungs- und Produktionsanlagen ins Allgäu ausgelagert. Auch das Teltower Werk wurde bei Kriegsende noch schwer beschädigt.
Im Juli 1945 begann in Charlottenburg und im im Berliner Ostsektor befindlichen Teltower Werk bereits wieder die Produktion aus noch vorhandenen Restbeständen. Auf dem Gelände des ehemaligen Fliegerhorstes Memmingerberg entstand zwischen 1946 und 1952 ein neues Zweigwerk. Die Werksanlagen der Gödecke AG in Teltow wurden 1952 zu Volkseigenen Betrieben der DDR und sind damit für das Unternehmen verloren.

### Werk Freiburg im Breisgau
Im Jahr 1954 starb Leonhard M. Kluftinger überraschend, von 1954 bis 1955 führte Paul von der Stricht, der Präsident der Warner-Lambert International, die Geschäfte, bis im Mai 1955 Ernst Neuhoff zum neuen Vorstand berufen wird. Auf der Suche nach einem neuen Standort für das Unternehmen fiel seine Wahl auf Freiburg im Breisgau, wo großzügige Gelände zur Verfügung standen. Im Jahr 1962 übernahm Karlheinz Suermondt den Vorstand und Ernst Neuhoff wechselte in den Aufsichtsrat. Im gleichen Jahr erfolgte die Grundsteinlegung für das neue Freiburger Arzneimittelwerk. Um der Platznot in Berlin zu begegnen, wurden die früher zu der Schering AG gehörenden Pfeilring-Werke gekauft, im Juni 1962 zogen die Berliner Mitarbeiter in das Gebäude am Salzufer 16 um.

### Konzentration
1973 wurde das Kosmetikgeschäft der Gustav Lohse AG und der Richard Hudnut GmbH an die Firma L’Oréal verkauft. Die Gödecke AG konzentrierte sich nun völlig auf das Pharmageschäft, der Firmensitz in Freiburg dehnte sich immer weiter aus. 1977 wurde ein neues Hochregallager, 1978 ein neues Verwaltungsgebäude errichtet. Im März 1986 wurde Bertil Lang Vorstandsvorsitzender der Gödecke AG und zugleich Präsident der German Region des Warner-Lambert Konzerns. Im März 1989 folgten ihm Karl Bohn, Horst Freisler, Walter Möbus und Theo Schubert in der Unternehmensführung. Bertil Lang übernahm 1992 die Verantwortung für das gesamte Europa-Geschäft der Warner-Lambert, Horst Freisler wurde Vorstandsvorsitzender der Gödecke AG. In all den Jahren betreute Günter Schmoll europaweit das Reporting.
Im Jahr 1994 wurde in Freiburg ein völlig neues Feststoff-Werk in Betrieb genommen, welches in Zukunft alle festen Arzneistoffe des Konzerns für den gesamten europäischen Markt herstellen soll. Das Produktionsvolumen in Freiburg stieg damit auf ca. 2,8 Milliarden Tabletten jährlich und Freiburg wurde zur europäischen Zentrale der Arzneimittelentwicklung. Im Jahr 1996 erteilte die FDA dem deutschen Werk in Freiburg die Genehmigung, Arzneimittel für den amerikanischen Markt zu produzieren.

### Atorvastatin
Im Jahr 1997 brachte der Warner-Lambert-Konzern weltweit den neuen Lipidsenker Atorvastatin auf den Markt. Das Präparat, das international als Lipitor bekannt ist, wurde in Deutschland unter dem Namen Sortis vermarktet. Der Vertrieb wurde gemeinsam mit der Firma Pfizer organisiert, da diese weltweit eine bedeutend größere Marktabdeckung gewährleisten konnte. Sortis entwickelte sich bereits in den ersten Monaten zum Hauptumsatzträger des Unternehmens und wies zuvor noch nicht da gewesene Umsatzsteigerungsraten auf.

### Fusion
Im Jahr 1999 beschloss der Warner-Lambert-Konzern, eine Fusion mit dem amerikanischen Arzneimittel-Unternehmen American Home einzugehen. Bevor es allerdings zu einem Abschluss kommen konnte, ergriff die Firma Pfizer die Initiative, und zwang den Warner-Lambert-Konzern in Form einer feindlichen Übernahme zur Fusion.
Im Jahr 2000 wurde der Warner-Lambert-Konzern vom Pfizer-Konzern übernommen. Der Zusammenschluss der beiden Firmen wurde am 19. Juni 2000 offiziell vollzogen. Die Gödecke AG, die Parke-Davis GmbH und die Warner Lambert Consumer Healthcare kamen zur Pfizer-Gruppe Deutschland. Der bisherige Vorsitzende der Geschäftsleitung der Pfizer-Gruppe in Deutschland, Werner D. Soukup, wurde am 21. Juni 2000 zum Vorstandsvorsitzenden der Gödecke AG bestellt.
Von diesem Zeitpunkt an agierte die Gödecke AG in Deutschland nicht mehr als eigenständiges Unternehmen, sondern als Bestandteil des Pfizer-Konzerns.

## Engagement in und für die Wissenschaft
1966 stiftete der Gödecke-Konzern den Goedecke-Forschungspreis für herausragende Leistungen auf den Gebieten der Biologie, Chemie, Pharmazie, Forstwissenschaft, Geowissenschaft, Mathematik, Medizin und Physik. Der Preis wurde bis 2001 verliehen. Von 2002 bis 2009 wurde der Preis unter dem Namen Pfizer Forschungspreis fortgeführt.